# 스웨덴 U-21 축구 국가대표팀
스웨덴 U-21 축구 국가대표팀(스웨덴어: Sveriges U21-herrlandslag i fotboll)은 스웨덴을 대표하는 21세 이하의 축구 국가대표팀으로, 스웨덴의 축구 관리 기관인 스웨덴 축구 협회의 관리를 받는다. UEFA U-21 축구 선수권 대회에 9번 참가해 2015년에 우승을 차지했다.

## 역대 감독
| 감독              | 임기        |
| ----------------- | ----------- |
| 라르스 라예르베크 | 1990 ~ 1995 |
| 토미 쇠데르베리   | 1994 ~ 1997 |
| 토미 쇠데르베리   | 2004 ~ 2012 |